# Adriana Guzmán Arroyo
Adriana Guzmán Arroyo (La Paz, segunda mitad del s XX) es una escritora, activista y feminista aimara de Bolivia.
Es autora y coautora de libros, capítulos de libros y artículos de revistas que abordan temas relacionados con el feminismo comunitario, feminismo descolonial, la decolonialidad, el patriarcado, el buen vivir y la vida cotidiana.

## Biografía
Adriana Guzmán Arroyo nació en La Paz, Bolivia. Hija de Amparo Arroyo, nieta de Teresa Valencia y Elena Chinchilla y madre de Diana y Julia. Fue madre primeriza a los 16 años de edad. Realizó sus estudios en Ciencias de la Educación en la Universidad Mayor de San Andrés, en la carrera de Educación Popular y ha participado activamente en los movimientos sociales que enfrentaron la masacre del gas en 2003, además de desempeñarse como Portavoz Ejecutiva Nacional del Feminismo Comunitario en Bolivia.

### Trayectoria activista
Guzmán escribe y colabora en diversas publicaciones. Es autora del libro “Descolonizar la memoria, descolonizar el feminismo” y coautora del libro “El Tejido de la Rebeldía ¿Qué es el Feminismo Comunitario? Bases para la Despatriarcalización”. Adriana integra el Feminismo Comunitario Antipatriarcal de Bolivia, además de ser reconocida por sus estudios, reflexiones y experiencia política en la educación popular y en los feminismos, integró la Asamblea Feminista, que en 2007 se convertiría en la Asamblea del Feminismo Comunitario.
En el año 2000, se destacó como activista en el ámbito de la educación popular, abogando por un enfoque comunitario del feminismo aplicable globalmente. Su propuesta resaltó la denuncia de las injusticias del sistema, enfatizando su impacto tanto en la naturaleza como en la vida de las mujeres.

Adriana Arroyo se define con las siguientes palabras:
“Soy lesbiana feminista comunitaria antipatriarcal, creadora de vida, he creado y criado a dos wawas (niñas), he sido educadora popular y soy militante en proceso de cambio para que logremos ‘vivir bien’, porque por el momento las mujeres seguimos ‘viviendo mal’ ”.
En julio del 2019 publicó su libro “Descolonizar la memoria, descolonizar el feminismo” el cual subraya la importancia de descolonizar el feminismo y se basa en las experiencias de un grupo de feministas comunitarias en Bolivia. En él, se destaca la necesidad de adaptar el feminismo a las realidades y luchas locales, reconociendo que el feminismo eurocéntrico no siempre es aplicable. Destaca que Adriana proviene de la lucha en las calles de Bolivia y argumenta que su comprensión del patriarcado se formó a través de experiencias de resistencia. Se promueve un feminismo que abraza la comunidad como una forma de vida y destaca la importancia de no privatizar palabras ni monopolizar las luchas feministas.
Es coautora del libro «El tejido de la rebeldía ¿qué es el feminismo comunitario?» que fue publicado en abril del 2014;  en el cual se refiere al nacimiento del feminismo comunitario, que surge de la convergencia de dos corrientes en Bolivia. Por un lado, se menciona el feminismo autónomo boliviano y, por otro, las luchas del pueblo y los movimientos sociales en el contexto de un proceso de cambio histórico en Bolivia. También reconoce las luchas de las abuelas de las comunidades indígenas. Este enfoque feminista plantea la necesidad de construir un pensamiento que alimente el proceso de cambio desde la perspectiva de las mujeres. En este sentido, se enfatiza la importancia de nutrir y dar forma a una propuesta feminista que tenga como horizonte la comunidad, lo que significa que las luchas y los cambios deben beneficiar a la comunidad en su conjunto. En el libro el feminismo comunitario se presenta como una respuesta a las necesidades y realidades específicas de las comunidades indígenas y las mujeres en Bolivia.

## Pensamiento

### Feminismo comunitario
En relación con el feminismo comunitario, Adriana menciona lo siguiente:
“El feminismo comunitario no es una teoría, es una acción política que se nombra, pero por supuesto hemos aprendido que además de luchar por el territorio, además de luchar en las calles, hay que luchar en el territorio de las palabras, hay que disputar la hegemonía de los sentidos y significados del pensamiento eurocéntrico”.
El feminismo comunitario fue generado en Bolivia, dentro de un proceso de cambio llevado a cabo por un pueblo que busca vivir con dignidad, un pueblo que está cuestionando al sistema patriarcal, capitalista, neoliberal, colonial, un pueblo comprometido con la despatriarcalización, la descolonización y la autonomía. El feminismo comunitario hoy en día es un movimiento en Abya Yala, que articula a Argentina, Chile, Bolivia y México; es entonces una herramienta de articulación y lucha. Para el feminismo comunitario, el feminismo es la lucha de cualquier mujer, en cualquier parte del mundo, en cualquier tiempo de la historia, que lucha y se rebela.
Para el feminismo comunitario el patriarcado es el sistema de todas las opresiones, no es un sistema más, es el sistema que oprime a la humanidad (mujeres, hombres y personas intersexuales) y a la naturaleza, construido históricamente y todos los días sobre el cuerpo de las mujeres.

### Descolonizar los feminismos
Sobre descolonizar los feminismos, Adriana reflexiona sobre lo siguiente:
“Descolonizar el feminismo o los feminismos es comprender, nombrar y caracterizar el patriarcado que vivimos en estos territorios las mujeres originarias, negras, empobrecidas, desobedientes con la imposición heterosexual, comprenderlo para acabarlo”.
Descolonizar el feminismo es dejar de pensar, desde los parámetros y categorías del feminismo eurocéntrico o de fechas como la Revolución Francesa. Descolonizar el feminismo es dejar de pensar desde la dicotomía del colonizador y el colonizado, es dejar de asumir el tiempo como lineal y el pensamiento como superador de las luchas, la clase como explicación suficiente y la posmodernidad como proyecto político.
Para Adriana, descolonizar el feminismo ha sido recuperar la memoria de sus pueblos aimaras, huicholes, quechuas, mapuches, para así construir un proyecto político de sociedad y de mundo. Un desafío para el feminismo es dejar de centrarse sólo en opresiones, esto implica reconocer que ser negra, ser lesbiana, ser joven, ser indígena, es una posición política pero no un proyecto político de mundo, es decir, representa una piedra más en el camino, piedra que ha sido impuesta por el sistema patriarcal.

Finalmente, Adriana Guzmán expresa lo siguiente:
“Las luchas no son propiedad privada, las palabras tampoco, el feminismo no nació en Francia, nació y nacerá en todo territorio donde enfrentemos el sistema patriarcal de muerte, las palabras no se privatizan, los sentidos se construyen y se disputan, eso también es autonomía, eso es descolonizar nuestros cuerpos y nuestros pensamientos, por eso nombramos y ponemos en palabras escritas esta lucha”.

## Obra
- Adriana Guzmán Arroyo. Anti-Patriarchal Community Feminism in Bolivia. Co-building a New Eco-Social World: Leaving No One Behind.[10]
- Entrevista a Adriana Guzmán Arroyo - Feminismo Comunitario Antipatriarcal - Proyecto Sunqullay.[11]

- ¡Ni una menos, sin racismo nos queremos! - Entrevista a Adriana Guzmán - Colibrí Revista.[12]
- Feminismo Comunitario con Adriana Guzmán | Entrevistas Wambra. Wambra Medio Comunitario.[13]
- "Entendimos que estábamos sometidas y subordinadas gracias al feminismo" - Adriana Guzman - Canal Abierto.[14]
- Lanzamiento del libro: Descolonizar la memoria, descolonizar feminismos - Adriana Guzmán. Red de Constitucionalismo Crítico América Latina.[15]
- Historias debidas IX:  Adriana Guzmán - Canal Encuentro.[16]
- Conferencia: "El feminismo comunitario para la lucha de los pueblos". Ayuntamiento de Vitoria-Gasteiz / Gasteizko Udala.[17]